# ТЕС Танір-Баві
ТЕС Танір-Баві— плавуча електростанція, поява якої була пов’язана з Індією.
Електростанцію спорудили у 2001 році в південнокорейському Ульсані на верфі Hyundai Engineering and Construction (HDEC). На несамохідній баржі змонтували чотири газові турбіни виробництва японської Ishikawajima-Harima Heavy Industries типу LM6000PC (розробки General Electric) потужністю по 43 (за іншими даними – 40) МВт, які через відповідну кількість котлів-утилізаторів від канадської Innovative Steam Technologies живили одну парову турбіну з показником 60 МВт, постачену компанією Alstom ABB. Таким чином, утворився парогазовий блок комбінованого циклу потужністю 220 (за іншими даними – 235) МВт. Всі генератори виготовила компанія Alstom.
Як основне паливо станція мала споживати суміш легких нафтопродуктів – naphtha (також є цінною нафтохімічною сировиною і використовується установками парового крекінгу), тоді як система охолодження була спроектована з розрахунку на використання морської води.
Замовником електростанції виступила Tanir Bavi Power, власниками якої були індійська GMR Group (51%) та американська PSEG Group (49%).
На напівзанурюваному судні для перевезення негабаритних вантажів баржу доправили до узбережжя індійського штату Карнатака в район Мангалора. Тут її за допомогою буксирів завели у річку Гурупур, де розмістили на довгострокову стоянку.
Вже за кілька років після початку роботи вартість пального для ТЕС Танір-Баві зросла у кілька разів, що змусило енергопостачальну компанію штату Карнатака в кінці 2000-х відмовитись від подовження контракту на викуп електроенергії. Як наслідок, виник проект переміщення баржі на східне узбережжя країни у штат Андхра-Прадеш, де очікувалось поява великих обсягів ресурсу природного газу з басейну Крішна-Годаварі. При цьому для виводу станції у море на Гурупур потрібно було провести комплекс днопоглиблювальних робіт на ділянці річки завдовжки 7,5 км. В 2010-му баржу на судні для негабаритних вантажів перемістили в район Какінади.
Втім, оцінка видобутку з басейну Крішна-Годаварі виявилась далекою від реальності, і станом на початок 2018 року ТЕС Танір-Баві стояла на якорі біля узбережжя Андхра-Прадеш в очікуванні на появу ресурсу блакитного палива. В квітні 2022 – січня 2023 виробництво станції все так же дорівнювало нулю.